# Strava
Strava (від швед. sträva — «прагнути») — це мобільний застосунок і сайт для відстеження спортивної активності через GPS. Девіз сервісу: «соціальна мережа для спортсменів». Штаб-квартира знаходиться в Сан-Франциско, США. Найпопулярніші види активності в додатку: біг і їзда на велосипеді.

## Особливості
Додаток має такі можливості, як пошук маршрутів і спортсменів у базі даних. Спортсмени можуть рухатися один за одним, дані будуть автоматично групуватися, якщо їх рух відбувається одночасно та в тому ж місці (наприклад, участь в організованих маратонах або групових забігах/заїздах). Спортсмени можуть виявляти «пошану»  (аналогічно до вподобань у соціальній мережі Facebook) і коментувати активність один одному, а також додавати фотографії до своєї активності.
На сайті є можливості, схожі на аналогічні у інших ресурсах, такі як на MapMyRide або на Ride with GPS. Основна послуга безкоштовна, а необов'язкові платні компоненти надають доступ до додаткових статистичних деталей. Учасниками можуть бути як аматори, так і професійні спортсмени, чиї профілі позначені помаранчевою позначкою «Професіонал».
Станом на березень 2015 року, ресурсом користувалися близько 1 млн. активних користувачів і близько 200 000 преміум-користувачів.
У березні 2022 року компанія припинила діяльність в Росії та Білорусі і зупинила роботу сервісу в цих країнах через те, що Росія здійснила збройну агресію проти України.

## Активний відпочинок і сегменти
Станом на травень 2017 року до списку активностей відносяться:
- піші (біг, прогулянка, похід, снігоступи)
- поїздки (велосипед, їзда на електричному велосипеді, ручний велосипед, домашнє педалювання, інвалідний візок)
- плавання
- лижі (гірські, беккантрі, крос-кантрі[en], нордичні, роликові лижі, сноубординг)
- ковзани, ролики
- серфінг (сапсерфінг, віндсерфінг, кайтсерфінг)
- катання на човні (академічне веслування, каякінг, каное)
- кросфіт
- скелелазіння
- тренажерний зал (орбіт рек, степпер, силові тренування, йога, фізичні вправи)

Програма забезпечує ранжування за часом сегментів маршруту, в тому числі кращі значення чоловічого і жіночого виконання. Поточним кращим атлетам між чоловіків і жінок на кожної секції присуджуються відповідні звання цар гори (KOM — від англ. King of the Mountain) або Королева гори (QOM — від англ. Queen of the Mountain). Є можливість коментувати і давати нагороди за виконання. Проте, діяльність може бути приватною і недоступною для розгляду іншими учасниками. Залежно від рівня масштабування карти, найпопулярніші сегменти будуть відображатися на географічному пошуку.

## Виклики

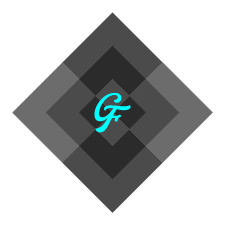
Як приклад, «значок» виклику Gran Fondo за березень 2017 року

Є додаткові функції, в тому числі періодичні виклики, які, як правило, роблять учасники, щоб пробігти або проїхати певну відстані за певну кількість днів. Якщо виклик завершується успішно, учасник отримує відзнаку, яка може відображатися на сторінці профілю. Деякі виклики також надають можливість придбати спеціальні призи по закінченню. Strava також пропонує своїм учасникам можливість запропонувати нові функції.
Як правило, бігові виклики зосереджені навколо типових дистанцій, таких як 10 км або напівмаратон. Бігові виклики також можуть містити задачі для набору певної висоти протягом місяця, для отримання різних відзнак. Виклики для їзди трохи відрізняються, але теж пропонують відзнаки за набори певної суми висот за місяць. Відзнака за виклик «Gran Fondo» присуджується, тим користувачам, які подолають певну дистанцію за одну поїздку протягом місяця. Умови: відстань має бути завершена в одну дію, і в один 24 годинний період. Відстань співвідноситься до літа в північній півкулі таким чином: для січня, лютого, березня, листопаду і грудня буде 100 км; для квітня, травня, червня, вересня і жовтня — 115 км; а у липень і серпень — 130 км.
Як їздові, так і бігові  виклики на певну відстань кожного місяця, накопичують відстані всієї вашої діяльності протягом поточного календарного місяця. Під час виконання виклику, користувачі отримують винагороди за подолання 25 %, 50 % і 75 % від виконаної дистанції на шляху до завершення всього виклику.

## Преміум-функції
Преміум-функції у Strava включають в себе «множину страждань», дані вимірювача потужності, фільтрувати дошку лідерів, можливість задавати цілі і наживо бачити, де розташоване положення атлета відносно до Короля чи Королеви Гори на конкретному сегменті.

## Дані
До різних аспектів діяльності, які журналюються належать:
- маршруту (вигляд зверху)
- висота (чиста і односпрямована)
- швидкість (середня, найменша/найбільша)
- час (загальний і час руху)
- потужність/витрачена енергія

Діяльності можуть бути завантажені з пристроїв GPS (Гармін, Polar, Suunto, Tomtom, Fitbit, Microsoft Band, Soleus, або Timex), мобільних пристроїв через додаток Strava (на смартфонах айфон або android), із файлу або вручну.
Strava може імпортувати і експортувати дані у форматі GPX.
Набір даних, які були зібрані Strava доступні для інших сервісів. Зведені журнали GPS користувачів Strava допомагають проєктувати рішення велосипедного трафіку в містах за допомогою ініціативі Strava Metro. Strava Slide — це розвилка редактора iD для проєкту OpenStreetMap, який надає редактор карт для точнішого малювання доріг і стежок, і використовує такі ж агреговані і анонімні дані GPS. Трафік педалювання і бігу може переглядатися будь-ким на сторінці  Strava Heatmap, яка показує глобальну теплокарту.
У липні 2015 року проєкт Strava перейшли на карти і зображення MapBox, на основі даних OpenStreetMap. Страва дозволяє користувачам повідомляти про проблеми з картами, через прив'язаний редактор OpenStreetMap, таким чином користувачі можуть вносити поліпшення до карт.

## Strava мистецтва
Користувачі Strav-и використовували функцію GPS-доріжки, щоб виділити слова або зображення за допомогою вуличних мереж.